# Поветовый сеймик
Поветовый сеймик— сословно-представительный орган власти в повете во времена Великого Княжества Литовского и Речи Посполитой Обоих Народов.
На поветовых сеймиках обсуждались местные и общегосударственные дела, избирались депутаты на Вальный сейм Речи Посполитой и вырабатывались инструкции для них, там же выдвигались кандидаты на судебные должности (Верховный Трибунал), определялись налоги на нужды повета.